# Merneferre Ay
Merneferre Ay (còn viết là Aya hoặc Eje) là một pharaoh của Ai Cập cổ đại thuộc giai đoạn giữa vương triều thứ 13. Ông là vị pharaoh cai trị lâu nhất của vương triều thứ 13, ông dường như đã trị vì một Ai Cập bị chia cắt trong suốt 23 năm vào giai đoạn đầu cho tới giai đoạn giữa thế kỷ thứ 17 TCN. Một khối mũ đá hình chóp có mang tên của ông cho thấy rằng ông có khả năng đã hoàn thành một kim tự tháp, nó có thể nằm tại khu nghĩa trang của Memphis.
Merneferre Ay là vị pharaon cuối cùng của vương triều thứ 13 được chứng thực bên ngoài Thượng Ai Cập. Bất chấp triều đại lâu dài của mình, số lượng các hiện vật có thể quy cho ông là tương đối nhỏ. Điều này có thể chỉ ra các vấn đề ở Ai Cập tại thời điểm này và quả thực, vào cuối triều đại của ông, "chính quyền [của nhà nước Ai Cập] dường như đã hoàn toàn sụp đổ". Có khả năng rằng kinh đô của Ai Cập kể từ giai đoạn đầu thời kỳ Trung Vương quốc, Itjtawy đã bị từ bỏ trong hoặc một thời gian ngắn sau triều đại của Ay. Vì lý do này, một số học giả cho rằng Merneferre Ay có thể là vị pharaon cuối cùng thuộc thời kỳ Trung Vương quốc của Ai Cập.

## Niên đại

### Vị trí trong biên niên sử

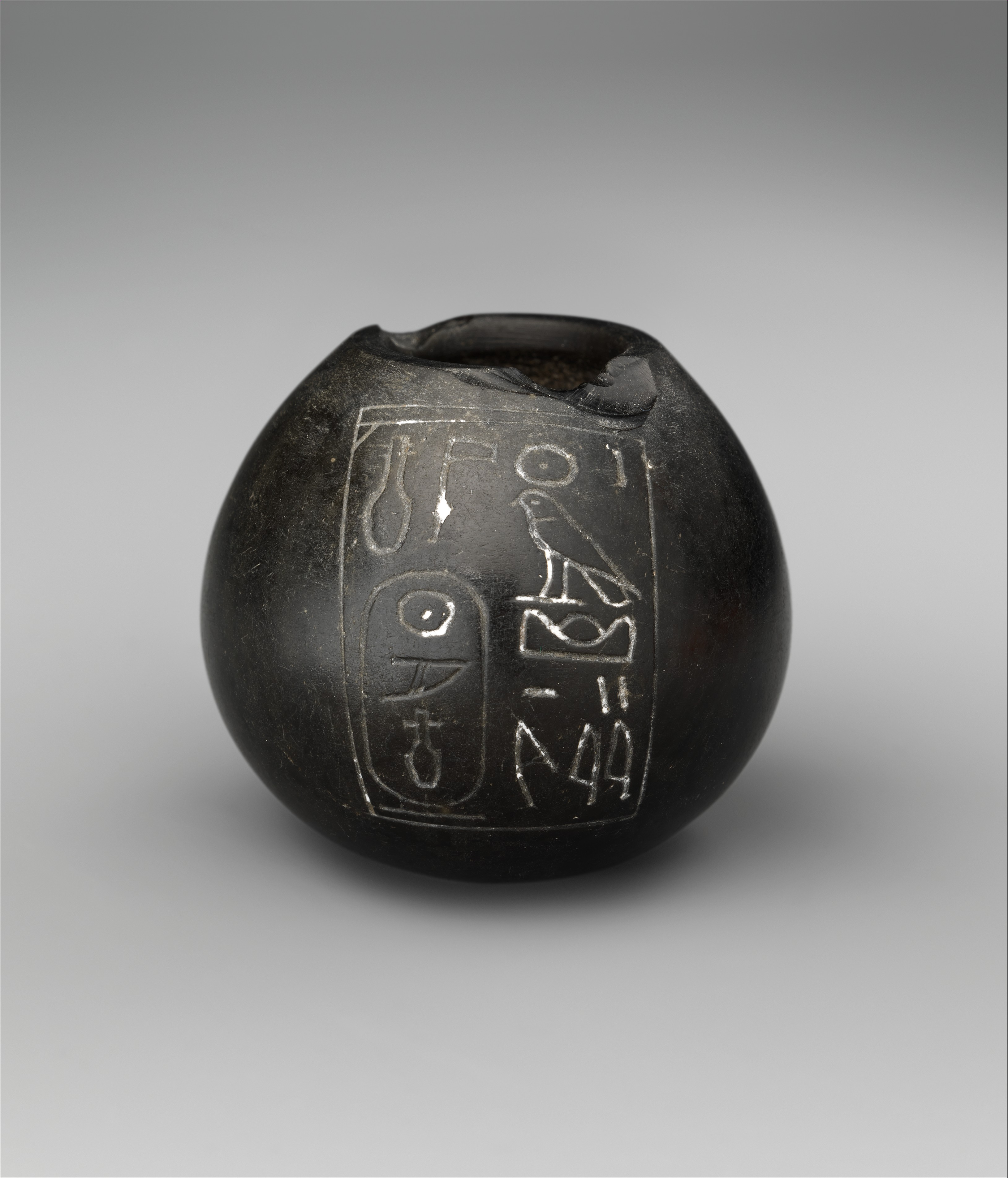
Chiếc bình hình cầu của Merneferre Ay, bảo tàng nghệ thuật Metropolitan

Vị trí tương đối trong biên niên sử của Merneferre Ay như là một vị vua thuộc giai đoạn giữa của vương triều thứ 13 được xác định rõ nhờ vào bản danh sách vua Turin, một bản danh sách vua được biên soạn vào giai đoạn đầu thời đại Ramesses (1292–1069 TCN) và giữ vai trò là nguồn sử liệu chính cho Thời kỳ Chuyển tiếp thứ Hai. Bản danh sách vua này ghi lại tên của Ay ở cột thứ 8 hàng thứ 3 (cột thứ 6 hàng 3 theo cách đọc của Alan Gardiner đối với cuộn giấy cói Turin và mục 7.3 theo cách đọc của von Beckerath) và xác định rằng Merneferre Ay đã kế vị Wahibre Ibiau và được kế vị bởi Merhotepre Ini, người có khả năng là con trai của ông.
Vị trí chính xác trong biên niên sử của Merneferre Ay lại khác nhau giữa các học giả, với việc Jürgen von Beckerath và Aidan Dodson coi ông như là vị vua thứ 27 của vương triều này trong khi Kim Ryholt và Darrell Baker lần lượt xếp ông ở vị trí thứ 32 và 33. Tương tự, niên đại chắc chắn cho triều đại của Ay đang được tranh luận, theo Ryholt là từ năm 1701–1677 TCN và Schneider là 1684–1661 TCN.

### Độ dài triều đại
Cho tới gần đây, độ dài triều đại của Merneferre Ay, mà vốn được ghi lại trên cuộn giấy cói Turin, vẫn được tranh luận giữa Jürgen von Beckerath, ông ta đọc con số bị hư hại trên mảnh giấy cói là 13 năm trong khi Alan Gardiner và Kenneth Kitchen chủ trương rằng nó nên được đọc là 23 năm. Cuộc tranh luận này đã được giải quyết trong nghiên cứu mới đây nhất của Kim Ryholt đối với cuộn giấy cói Turin, ông ta khẳng định rằng độ dài triều đại của Merneferre Ay như được ghi lại trên cuộn giấy cói này là "23 năm, 8 tháng và 18 ngày".
Ryholt nhấn mạnh rằng "dấu hiệu mà phân biệt 20 và 30 với 10 được bảo toàn và không có gi phải bàn cãi. Theo đó, phải đọc là 23 năm hoặc, ít có khả năng hơn là 33 năm." Điều này khiến cho Merneferre Ay trở thành vị pharaon cai trị lâu nhất của vương triều thứ 13 vào thời điểm khi mà nhiều vị vua đã cai trị Ai Cập trong một thời gian ngắn ngủi.

## Triều đại và chứng thực

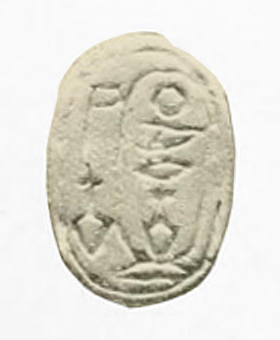
Đồ vật hình bọ hung bằng đá steatite được tráng men xanh của Merneferre Ay, Bảo tàng Anh.

Vì là một vị vua thuộc giai đoạn giữa vương triều thứ 13, cho nên Merneferre Ay đã cai trị miền Trung và Thượng Ai Cập đồng thời với vương triều thứ 14, mà vốn kiểm soát ít nhất là khu vực miền Đông châu thổ sông Nile. Các nhà Ai Cập học như Kim Ryholt và Darrell Baker cho rằng Mernferre đã cướp ngôi vua của Wahibre Ibiau. Kết luận này của họ dựa trên căn cứ đó là sự thiếu vắng hoàn toàn của filiative nomina, mà nhắc đến tên của người cha trên các đồ vật được quy cho thuộc về ông. Họ tin rằng nếu điều này sảy ra thì người cha của ông phải là một pharaon, và quả thực nhiều vị vua của vương triều thứ 13 đã sử dụng filiative nomina. Có ít thông tin được biết đến về những người vợ của Ay, ông có thể đã cưới Ineni, những đồ vật hình bọ hung của bà có sự giống nhau về phong cách nghệ thuật với của Ay.

### Chứng thực
Merneferre Ay được chứng thực rõ ràng; không ít hơn 62 con dấu bọ hung và một con dấu trụ lăn có mang tên của ông được biết tới, 51 cái trong số đó không rõ nguồn gốc xuất xứ Trong số những con dấu bọ hung còn lại, ba trong số đó đến từ Hạ Ai Cập, chính xác hơn thì một đến từ Bubastis và hai đến từ Heliopolis. Những con dấu bọ hung có nguồn gốc rõ ràng thì đến từ Abydos, Coptos và Lisht, tất cả những địa điểm này đều nằm ở miền Trung và Thượng Ai Cập. Những chứng thực khác của Ay bao gồm một bình cầu bằng đá vỏ chai ngày nay nằm tại bảo tàng nghệ thuật Metropolitan, một quả cầu dành tặng cho thần Sobek, một khối đá vôi có khắc chữ, một phần của khối rầm đỡ được phát hiện vào năm 1908 bởi Georges Legrain ở Karnak và một khối mũ đá hình chóp.
Khối Mũ đá hình chóp được cảnh sát Ai Cập tịch thu từ những kẻ trộm mộ vào năm 1911 tại Faqus, gần thành phố Avaris cổ đại. Nó được khắc với tên của Ay và miêu tả ông đang dâng lễ vật cho thần Horus "Chúa tể của bầu trời", chứng minh rằng một kim tự tháp đã xây dựng cho ông trong suốt triều đại lâu dài của ông. Khối mũ đá hình chóp này có lẽ đã được những kẻ trộm mộ phát hiện tại Khatana ngày nay, vốn là một phần của thành phố Avaris cổ đại (ngày nay là Qantir),điều này là quan trọng bởi vì nó dường như là kinh đô của vương triều thư 14 vào thời kỳ của Ay. Các nhà Ai Cập học tin rằng khối mũ đá hình chóp này thực tế có nguồn gốc từ Memphis, nằm tại khu nghĩa trang mà có kim tự tháp của Ay. Do đó, điều này gợi ý rằng kim tự tháp này đã bị cướp phá vào thời điểm người Hyksos xâm lược vào khoảng năm 1650 TCN và khối mũ đá hình chóp đã được đưa tới Avaris vào thời điểm này. Điều này được chứng minh bởi "văn bản bị hư hỏng trên khối mũ đá hình chóp [mà] ban đầu cầu khẩn bốn vị thần", hai trong số đó là Ptah và Re-Horus (thay thế Ra-Horakhty). Sự thờ cúng những vị thần này có nguồn gốc là từ khu nghĩa trang Memphis, không phải là ở Avaris. Những hiện vật khác có cùng chung số phận bao gồm hai bức tượng khổng lồ của vị vua vương triều thứ 13 là Imyremeshaw.

## Di sản

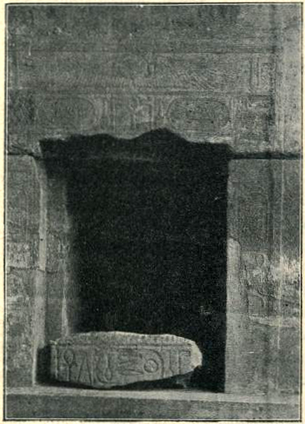
Rầm đỡ của Merneferre Ay.

Mặc dù Merneferre Ay được chứng thực rõ ràng, số lượng các hiện vật có thể quy cho ông lại tương đối nhỏ so với triều đại kéo dài gần 24 năm của ông. Điều này có thể chỉ ra những vẫn đề nghiêm trọng của Ai Cập vào thời điểm đó và quả thực Ryholt và những người khác tin rằng vào giai đoạn cuối của triều đại của Ay "chính quyền [của nhà nước Ai Cập] dường như đã hoàn toàn sụp đổ".
Merneferre Ay là vị vua cuối cùng của vương triều thứ 13 còn được chứng thực bởi những hiện vật đến từ ngoài Thượng Ai Cập. Điều này có thể chỉ ra rằng kinh đô cũ Itjtawy của thời kỳ Trung Vương quốc đã bị từ bỏ và thay vào đó là Thebes. Daphna Ben Tor tin rằng cuộc xâm lược miền Đông khu vực châu thổ và khu vực Memphis bởi các vị vua Canaan đã gây nên sự kiện này. Quả thực một số nhà Ai Cập học tin rằng vào thời điểm kết thúc triều đại của Ay, vương triều thứ 13 đã mất quyền kiểm soát Hạ Ai Cập, bao gồm vùng châu thổ và có thể là cả bản thân Memphis. Theo những tác giả này, điều này đánh dấu sự kết thúc của thời kỳ Trung Vương quốc và bắt đầu Thời kỳ Chuyển tiếp thứ Hai. Cách giải thích này bị phản bác bởi Ryholt và Baker, tuy nhiên họ lưu ý rằng tấm bia đá của Seheqenre Sankhptahi, cai trị vào giai đoạn gần cuối của vương triều thứ 13, gợi ý chắc chắn rằng ông ta đã cai trị Memphis. Đáng tiếc là, tấm bia đá này lại không rõ nguồn gốc xuất xứ.

## Ay
Vào thời kỳ Vương triều thứ 18, cũng có một vị vua mang tên Ay. Tuy nhiên đây là 2 vị vua hoàn toàn độc lập với nhau.